# La Fille aux cheveux blancs

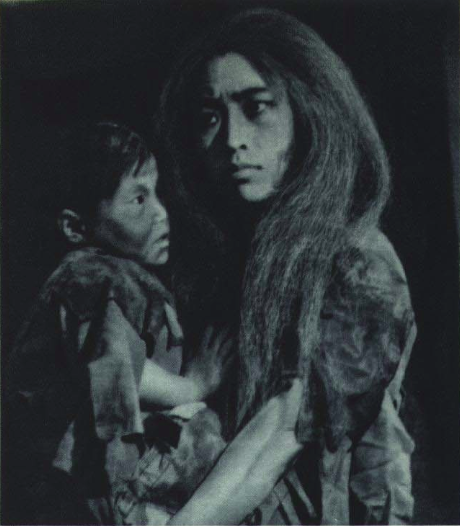
Illustration de la "La fille aux cheveux blancs" du film réalisé en 1950 par Wang Bin et Shui Hua

La Fille aux cheveux blancs est un ballet chinois de Yan Jinxuan sur un livret chinois par He Jingzhi et Ding Yi. Le premier spectacle de ballet a été donné par la Shanghai Dance Academy en 1965. Il a également été joué par la célèbre soprano Guo Lanying.

## Contexte
Initialement La Fille aux cheveux blancs est un opéra créé à Yan'an en 1944. Puis c'est un film en noir et blanc réalisé en 1950 par Wang Bin et Shui Hua. Dans le film l'héroïne est vendue par son père au propriétaire terrien, elle est violée et accouche d'un enfant mort-né dans la montagne. Ces scènes ne se retrouvent pas dans l'opéra révolutionnaire,.
Le Parti communiste chinois, qui a pris le pouvoir en 1949, l'interdit notamment pour sa trame semi-fantastique et son parti pris romantique au détriment de la lutte des classes.
Pendant la Révolution culturelle, sous l'autorité de Jiang Qing, dernière épouse de Mao Zedong, seulement huit œuvres peuvent être jouées dont deux ballets, Le Détachement féminin rouge et La Fille aux cheveux blancs.

## Présentation
L'histoire s'appuie une vieille légende chinoise et l'évocation de l'Armée populaire de libération. 
La jeune chinoise Xi'er est tenue en esclavage par un tyran de la région Huang Shiren, celui-ci est un proche de l'envahisseur et ennemi japonais. Mais Xi'er réussit à s'enfuir dans la montagne où ses conditions de survie lui rendent ses cheveux blancs. Par ailleurs son fiancé Wang s'engage dans l'armée rouge car il la croit morte. Finalement les deux amoureux se rejoignent, et Xi'er libère son peuple du joug des oppresseurs grâce aux troupes de l'armée rouge. Une fois que l'héroïne s'est marié à son amoureux ses cheveux redeviennent noirs,.
Le ballet est toujours présenté au public après la Révolution culturelle et la chute de la bande des Quatre. Dans les années 1980, le côté dramatique et les personnages de l'histoire sont mis en avant au détriment de l'idéologie de classe et l'idée de vengeance.